# Nicolas Baudeau
Pour les articles homonymes, voir Baudeau.
Nicolas Baudeau, dit souvent l'abbé Baudeau, né à Amboise le 24 avril 1730 et mort à Paris en 1792, est un chanoine, théologien, économiste, et journaliste français.
Penseur physiocrate, il est le fondateur du périodique du groupe des physiocrates, les Éphémérides du citoyen, et à ce titre est considéré comme le vulgarisateur de cette école économique, politique, juridique et philosophique en France et en Europe.

## Biographie
Né à Amboise le 24 avril 1730, il est issu d’une famille dont le père est tailleur d’habits. Adolescent, Nicolas Baudeau part pour le Périgord, dans l’abbaye de Chancelade, afin d'y recevoir une éducation religieuse. Il devient alors chanoine régulier et enseigne la théologie dans cette abbaye, tout en se lançant en parallèle dans des recherches sur l’histoire du Périgord. À la fin des années 1750, il part pour Paris à la suite de l’appel de l’archevêque Christophe de Beaumont afin d’intégrer le collège des Prémontrés.
À partir de là, il délaisse l’histoire pour s’intéresser aux questions financières comme l’indique la publication en 1763 de différents mémoires dédiés au contrôleur général des finances Henri Bertin. Le 4 novembre 1765, Baudeau fait paraître le premier numéro des Éphémérides du citoyen ou Chronique de l’esprit national, périodique qui paraît deux fois par semaine et dont il est le principal instigateur. Dès l’année suivante, à la suite d'une polémique avec Le Trosne, il se laisse séduire par les propos d’inspiration physiocratique de ce dernier et rejoint les rangs du mouvement initié par François Quesnay. Son journal devient de la sorte une tribune mensuelle consacrée exclusivement à la vulgarisation de la doctrine des économistes et prend le titre d’Éphémérides du citoyen ou Bibliothèque raisonnée des sciences morales et politiques (qui passe entre les mains de Du Pont de Nemours en 1768).
Fort d’une certaine notoriété qui dépasse les frontières du territoire national, le physiocrate retient l’attention, au début de l’année 1768, du prince Ignace Massalski qui a apprécié ce qu’il a écrit sur la Pologne et qui lui propose de le suivre dans son diocèse de Lituanie. L'auteur est ainsi nommé prévôt mitré de Widziniski. Son départ est cependant retardé par son appétit du gain puisque la charge de prieur commendataire des Augustins de Saint-Lô lui est accordée avec, en prime, une pension fort importante. Malgré tout, il part en octobre et effectue un premier séjour en Pologne durant l’hiver 1768-1769.
Après un court passage par la Russie et un second séjour en Pologne au milieu de l’année 1769, il revient en France. Le 18 novembre 1769, il est au Bignon pour célébrer le mariage de Louise de Riqueti, fille du marquis de Mirabeau, avec le marquis de Cabris. Il se consacre alors à nouveau à l'écriture et à la physiocratie. Appelé de nouveau en Pologne en 1774, il préfère demeurer en France où il reçoit le prieuré de Notre-Dame du Bois-d’Arcy au diocèse d’Auxerre. Les Éphémérides ayant pris fin en novembre 1772, il lance les Nouvelles éphémérides économiques ou Bibliothèque raisonnée de l’histoire, de la morale et de la politique en janvier 1775 afin de continuer à répandre les préceptes de la pensée physiocratique (19 vol. in-12 de 1775 à 1779). À la suite du renvoi de Turgot et à cause d’un article qui dénonçait les dépenses importantes engagées par le roi lors de la guerre de Sept ans, il est exilé quelques mois en Auvergne à Combronde et son périodique est censuré en 1776.
Las, il abandonne quelque peu ses manifestes en faveur de la physiocratie – sans renier sa filiation à l’école – et devient, au début des années 1780, l’homme d’affaires du duc de Chartres, le futur Philippe-Égalité.
En 1782 et 1783 paraissent les trois volumes de l'Encyclopédie méthodique consacrés au Commerce, dont il est l'éditeur principal.
En 1785, Baudeau renoue avec l’histoire et l’économie. En 1787, à la suite des difficultés financières du royaume et de la convocation des notables, il publie ses Idées d’un citoyen presque sexagénaire, ouvrage très détaillé sur les finances royales et les impôts. En 1788, il ressuscite une fois encore, de janvier à mai, ses Nouvelles éphémérides.
Devenu fou dès 1790, il connaît une fin tragique puisqu’il se suicide à Paris en 1792.

## Œuvres

### Religion
- Analyse de l’ouvrage du pape Benoît XIV sur les béatifications et canonisations (Paris, 1759)

### Économie

Explication du tableau économique, 1776.

- Idées d’un citoyen sur l’administration des finances du Roi (1763)
- Idées d’un citoyen sur les besoins, les droits, et les devoirs des vrais pauvres (1765)
- Idée d'une souscription patriotique en faveur de l'agriculture, du commerce et des arts (1765, in-8°)
- Principes de la science morale et politique sur le luxe et les lois somptuaires (1767)
- Lettres sur les émeutes populaires (1768)
- Lettres d’un citoyen sur les vingtièmes et autres impôts (1768)
- Première introduction à la philosophie économique (1771)
- Avis au peuple de Paris, sur la caisse de Poissy [paru également sous le titre : Mémoire sur la caisse de Poissy] (1774, in-12, 35 p.) ; mémoire écrit en 1768, imprimé en 1770 pour les Éphémérides, entraînant alors la colère des fermiers de cette caisse
- Principes économiques de Louis XII et du Cardinal d’Amboise, de Henri IV, et du duc de Sully sur l’administration des finances (1775)
- Explication du tableau économique (1776)
- Sur l'état présent de l'agriculture en Angleterre, traduit de l'anglais, avec des remarques sur l'état de l'agriculture en France (1778, in-8°)
- Charles V, Louis XII, et Henri IV aux Français (1787)

### Revues
- Éphémérides du citoyen (1765-1772, 63 vol. in-12 ; bihebdomadaire, et mensuel à partir de 1767)
- Nouvelles Éphémérides économiques ou Bibliothèque raisonnée de l’histoire, de la morale et de la politique (1774-1779, 19 vol. in-12)